# La voce delle stelle
La voce delle stelle (ほしのこえ?, Hoshi no koe) è un OAV di fantascienza del 2002 il cui tema principale è la distanza fra le persone e la conseguente incomunicabilità fra di loro. Distribuito in Italia da d/visual e poi da Kazé col titolo The Voices of a Distant Star.

## Trama
Quando la nave spaziale Lysithea inizia il suo viaggio a caccia dei Tarsians, temibili alieni incontrati per la prima volta su Marte, la studentessa Mikako Nagamine viene arruolata tra le forze terrestri. L'unico mezzo che ha per parlare con il suo ragazzo rimasto sulla Terra, Noboru Terao, è via e-mail. Ma più la nave spaziale si allontana dalla Terra, più tempo impiegano i messaggi spediti ad arrivare a destinazione. Finché l'ultimo salto di otto anni luce fa precipitare nello sconforto Noboru che riceve una risposta dalla sua ragazza soltanto otto anni dopo il suo messaggio. Il finale relativamente aperto non consente di stabilire se il dramma dei due protagonisti lontani si concluda con un nuovo incontro tra i due.

## Premi
- 2002 Digital Contents Grand Prix - Award for image design (Categoria Intrattenimento)
- 2002 Tokyo International Animation Fair 21 - Highest Award (Public Offering Category)
- 2002 Animation Kobe - Award for Packaging
- 2002 Japan Media Arts Festival - Digital Arts Special Prize
- 2002 Japan Otaku Award - Gunbuster Award
- 2002 AMD Award - Miglior regista
- 2003 Premio Seiun - Miglior media dell'anno

## Sigle
- Sigla finale - Through The Years And Far Away composta da Tenmon e cantata da Low

## Adattamenti

### Manga

Copertina dell'edizione italiana del manga

La mangaka Mizu Sahara ha prodotto un adattamento di dieci capitoli dell'OAV, pubblicato poi in un volume tankobon il 23 febbraio 2005 da Kōdansha, in Italia tale volume è stato tradotto e pubblicato da d/visual, insieme alla versione animata.
Essendo un lavoro successivo, il manga reinterpreta ed amplia la trama dell'anime aggiungendo episodi narrativi extra e personaggi secondari aggiuntivi.
| Nº | Titolo italiano Giapponese 「Kanji」 - Rōmaji      | Data di prima pubblicazione             | Data di prima pubblicazione        |
| Nº | Titolo italiano Giapponese 「Kanji」 - Rōmaji      | Giapponese                              | Italiano                           |
| 1  | La voce delle stelle 「ほしのこえ」 - Hoshi no koe | 23 febbraio 2005 ISBN 978-4-06-334984-9 | 31 ottobre 2005 ISBN 9784902751727 |